# Bussunarits-Sarrasquette
Bussunarits-Sarrasquette (baskisch Duzunaritze-Sarasketa) ist eine französische Gemeinde mit 211 Einwohnern (Stand 1. Januar 2022) im Département Pyrénées-Atlantiques in der Region Nouvelle-Aquitaine (vor 2016: Aquitanien). Die Gemeinde gehört zum Arrondissement Bayonne und zum Kanton Montagne Basque (bis 2015: Kanton Saint-Jean-Pied-de-Port).
Die Einwohner werden entsprechend duzunariztar oder sarasketar genannt.

## Geographie
Bussunarits-Sarrasquette liegt ca. 60 km südöstlich von Bayonne in der Region Pays de Cize in der historischen Provinz Nieder-Navarra im französischen Teil des Baskenlands.
Umgeben wird der Ort von den Nachbargemeinden:
| Bustince-Iriberry   | Lacarre                                     | Gamarthe        |
| Saint-Jean-le-Vieux | Kompassrose, die auf Nachbargemeinden zeigt | Ibarrolle Hosta |
|                     | Ahaxe-Alciette-Bascassan Lecumberry         |                 |

Bussunarits-Sarrasquette liegt im Einzugsgebiet des Flusses Adour. Ein Nebenfluss der Bidouze, der Ruisseau de Laminosine, am Oberlauf auch Olhapateko Erreka genannt, entspringt im Gebiet der Gemeinde. Der Apatéko Erreka und sein Zufluss, der Ruisseau de Sarrasquette, fließen durch den westlichen Teil des Gemeindegebiets.

## Geschichte
Die beiden Dörfer Bussunarits und Sarrasquette sind 1264 zum ersten Mal unter den Namen Buçunaritz bzw. Sarasqueta erwähnt worden. Weitere Toponyme von Bussunarits waren in der Folge Bucinariz (1304), Buzunaritz (1513, Manuskripte aus Pamplona), Buçunariz (1621, nach Martin de Viscay), Busunarits (1665, Ständeverordnung von Navarra) und Buzunaritz (1703, Inspektionen des Bistums Bayonne). Toponyme von Sarrasquette waren in der Folge Sarasquete (1413) und Sarasqueta (1513, Manuskripte aus Pamplona).
Auf der Karte von Cassini 1750 ist Bussunarits mit der heutigen Bezeichnung, Sarrasquette als Sarasquete (noch mit einem „r“) eingetragen. Während der Französischen Revolution 1793 wird Sarrasquette noch als Sarasquette geführt, während des Französischen Konsulats acht Jahre später als Sarasquette und schließlich Sarrasquette.
Am 12. Mai 1841 ist die ehemalige Gemeinde Sarrasquette in die ehemalige Gemeinde Bussunarits eingegliedert worden zur Bildung der neuen Gemeinde Bussunarits-Sarrasquette.

### Wappen

Wappen von Bussunarits-Sarrasquette

Das Wappen ist in vier Felder eingeteilt und lässt sich nach Guy Ascarat, Heraldiker und Historiker, folgendermaßen interpretieren.
Das Feld links oben ist das Wappen der Familie Apat, ein erstmals 1313 erwähnte Adelsfamilie in Bussunarits, deren Schloss heute noch besteht. Oben rechts ist das Wappen der adeligen Familie Etchacon zu sehen, ein weiteres Adelshaus in Bussunarits, das 1412 erstmals erwähnt wurde. Das Feld unten links zeigt das Wappen der erstmals 1294 erwähnten adeligen Familie Etchepare in Sarrasquette. Die vier Pilgermuscheln im Feld rechts unten erinnern an die Komturei Saint Nicolas d’Apat-Ospital des Johanniterordens im benachbarten Saint-Jean-le-Vieux, die vom 12. Jahrhundert bis 1568 bestand, als Jeanne d’Albret, Königin von Navarra, diese während der Hugenottenkriege beschlagnahmte.

### Einwohnerentwicklung
Nach einem Höchststand von 544 Einwohnern in der Mitte des 19. Jahrhunderts ist die Zahl bei kurzen Phasen der Stabilisierung bis zur Jahrtausendwende insgesamt rund 70 % zurückgegangen. Seitdem hat sie das Niveau von fast 200 Einwohnern halten können.
| Jahr      | 1962 | 1968 | 1975 | 1982 | 1990 | 1999 | 2006 | 2009 | 2022 |
| --------- | ---- | ---- | ---- | ---- | ---- | ---- | ---- | ---- | ---- |
| Einwohner | 237  | 209  | 205  | 189  | 182  | 179  | 162  | 169  | 211  |

Ab 1962 offizielle Zahlen ohne Einwohner mit Zweitwohnsitz

## Sehenswürdigkeiten

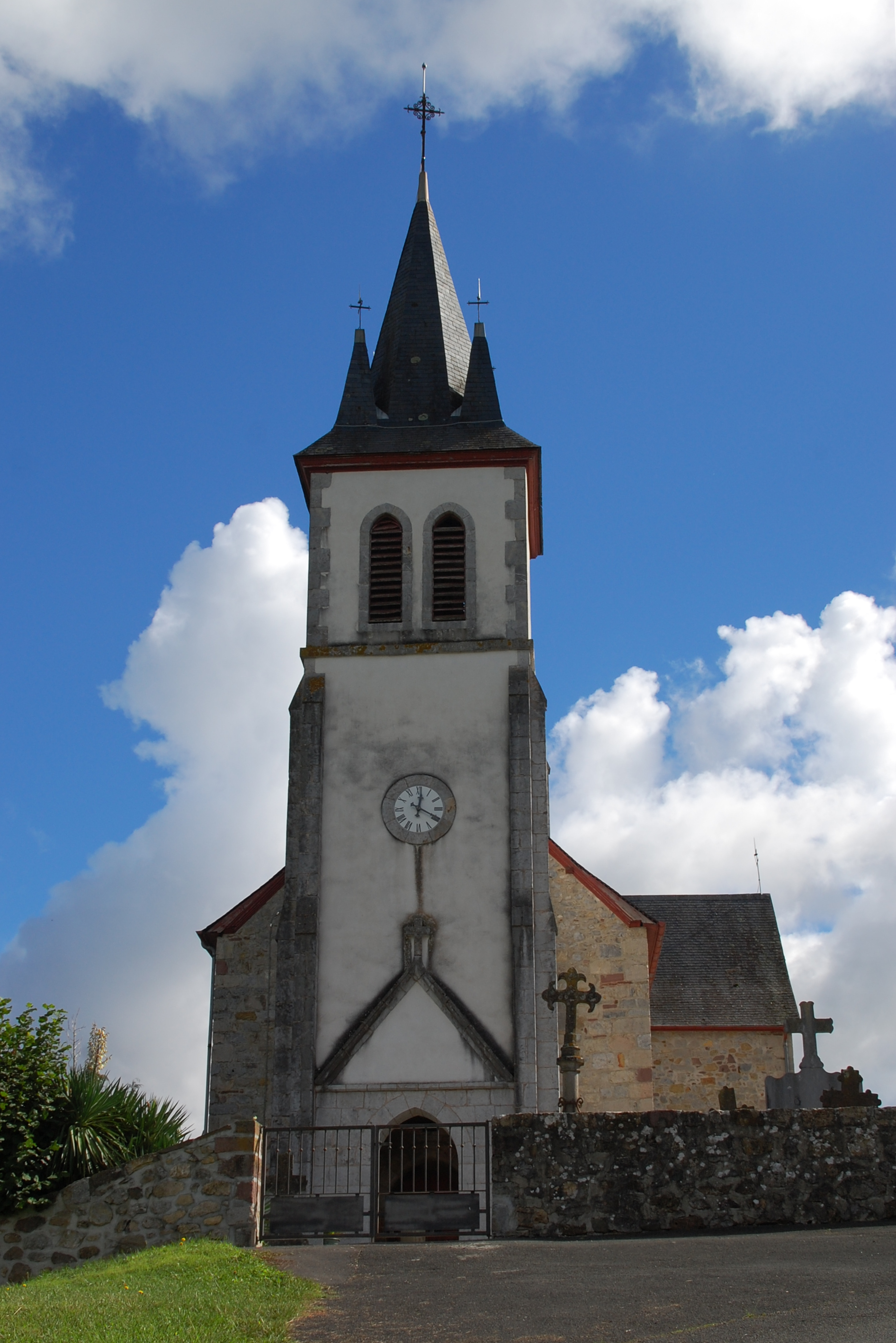
Ortskirche Saint-Jean-Porte-Latine

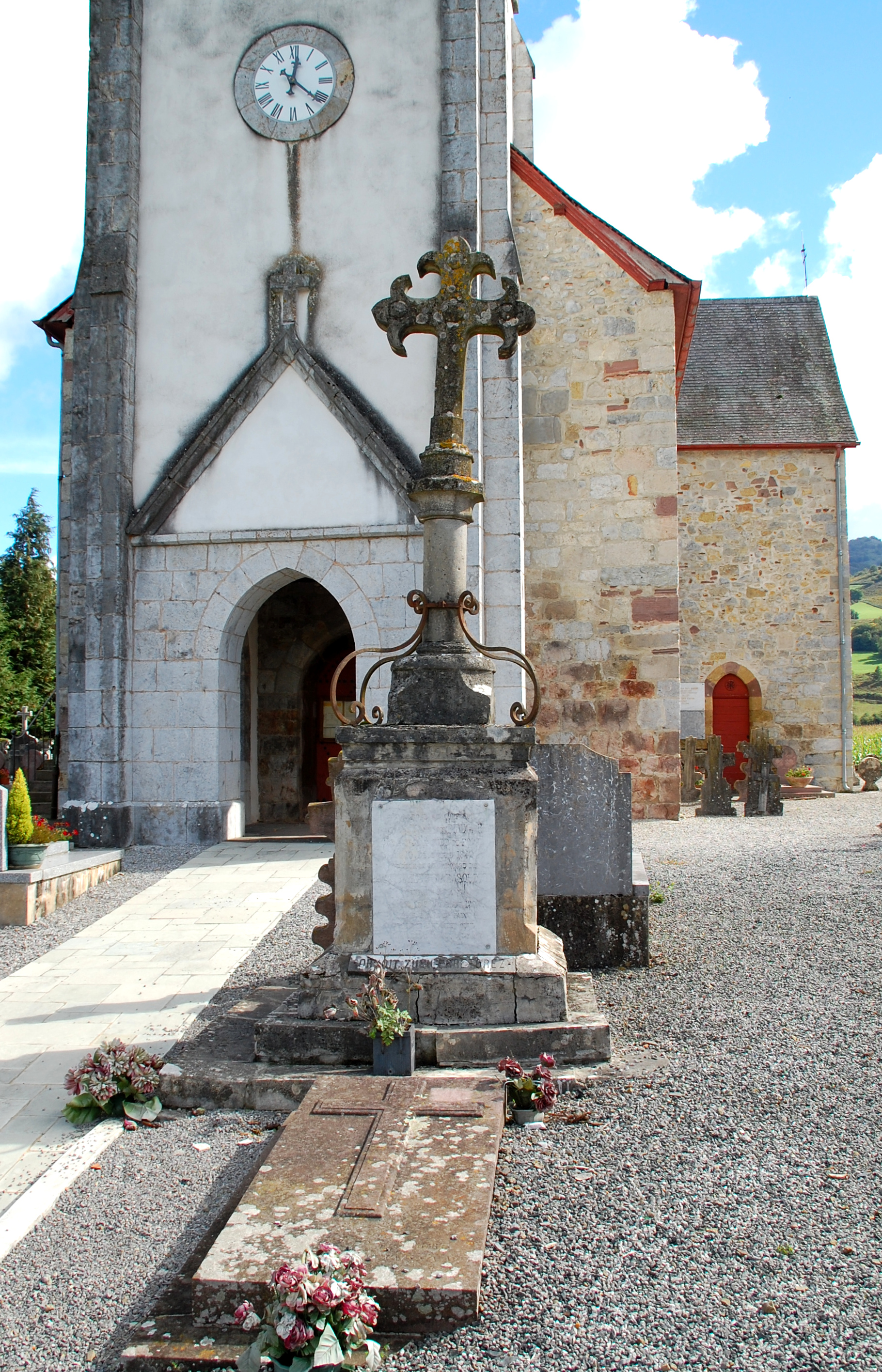
Friedhofskreuz auf dem Friedhof von Bussunarits

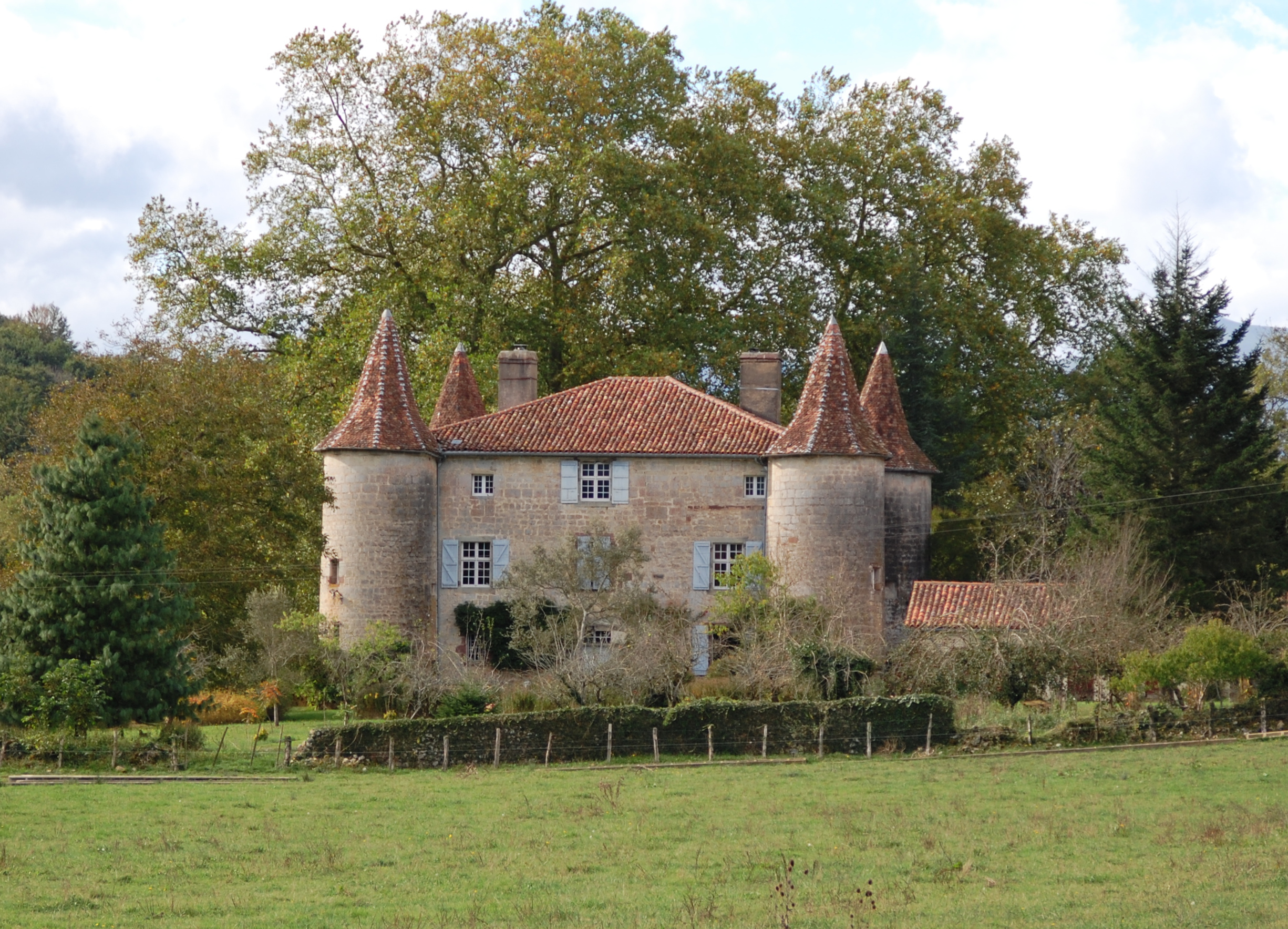
Schloss von Apat

### Kirche
Die Kirche von Bussunarits-Sarrasquette ist dem Apostel Johannes gewidmet. Der Evangelist Johannes wurde einer Legende nach bei der Porta Latina in Rom in siedendes Öl geworfen, das ihm jedoch nichts anhaben konnte. Diese Legende ist bereits im 3. Jahrhundert bei Tertullian bezeugt. Ende des 4. Jahrhunderts wurde dem Heiligen bei der Porta Latina die Kirche San Giovanni a Porta Latina errichtet.
Die ältesten Teile der Architektur der Ortskirche stammen aus dem 15. Jahrhundert, die Errichtung des ursprünglichen Gebäudes könnte allerdings auch bereits früher erfolgt sein. Der untere Teil der Wände des Langhauses und der südlichen Seitenkapelle hat andere Baustoffe als der jeweils obere Teil, was auf einen Umbau schließen lässt. Die beiden Eingänge, im Westen zum Langhaus, im Süden zur Kapelle, stammen aus dem 15. Jahrhundert. Am Ende des 19. Jahrhunderts erfolgte ein Umbau hin zu einem neugotischen Stil, bei dem der Glockenturm über dem westlichen Eingang errichtet wurde. 1889 wurden zwei Glasfenster des Ateliers Strauss Dazelle eingesetzt, 1893 vier weitere, diesmal Werke des Glasmalers Gustave Pierre Dagrant aus Bordeaux. Im Innern des einschiffigen Langhauses erstrecken sich Emporen, wie sie in allen Kirchen des Baskenlandes anzutreffen sind. Diese sind traditionell den Männern während einer Messe vorbehalten. Zugang zu dem Emporen bieten zwei Treppen, eine im Innern, eine außen. Zwei Statuen aus dem 17. Jahrhundert aus bemaltem und vergoldetem Holz sind als nationale Kulturgüter registriert, eine die Madonna mit Jesuskind darstellend, eine andere die heilige Katharina.

### Friedhof von Bussunarits-Sarrasquette
Hier stehen mehrere der scheibenförmigen Grabstelen, genannt Hilarri, die an die Tradition der vorchristlichen Zeit anknüpfen und zwischen dem 16. und 18. Jahrhundert eine große Beliebtheit im Baskenland erfuhren. Diese traditionellen Stelen sind mit baskischen Kreuzen oder pflanzlichen, religiösen oder Sonnenornamenten versehen und wurden am Kopf des Toten gegen die aufgehende Sonne aufgestellt. Der Name des Verstorbenen bleibt aber stets ungenannt. Auf dem Friedhof von Bussunarits-Sarrasquette gibt es aber auch Gräber mit Navarrakreuzen.
Auch das Friedhofskreuz am Eingang ist aus diesem Stil gefertigt. Es hat die Aufgabe, den heiligen Charakter der Stätte zu zeigen. Es erinnert an die Passion und Auferstehung Jesu Christi, und dass die Verstorbenen in das ewige Leben eingetreten sind. Das Friedhofskreuz von Bussunarits-Sarrasquette ist als nationales Kulturgut registriert.

### Schloss von Apat
1313 wurde der Adelssitz erstmals unter dem Namen appate erwähnt, 1366 ein weiteres Mal unter dem Toponym palacio dapate. Das Schloss ging in der Folge durch viele Hände. 1413 gelangte es in den Besitz der Familie Ahaxe, im 16. Jahrhundert einer Seitenlinie der Familie von Saint-Esteben, Anfang des 17. Jahrhunderts der Familie Lostal aus Saint-Palais, 1664 durch Heirat in den Besitz der Familie Etchepare aus Sarrasquette, und vom 19. Jahrhundert bis heute besitzt die Familie van den Zande das Anwesen. Die ältesten architektonischen Elemente des heutigen Schlosses scheinen aus dem 15. Jahrhundert zu stammen, wie z. B. die vier runden Türme, die das Haupthaus flankieren. Die ersten Umbauten erfolgten im Laufe des 16. Jahrhunderts, vor allem  hinsichtlich der Wandöffnungen. Es wird angenommen, dass die Wand im Nordwesten im 17. Jahrhundert neu erbaut worden ist und den ursprünglichen Eingang ersetzte. Die Inschrift PAX SIT HUIC DOMUI RENOVATA ANO 1731 (deutsch Frieden sei mit diesem Haus, erneuert im Jahr 1731) des neuen Eingangs im Nordosten signalisiert weitere umfangreiche Restaurierungsarbeiten im 18. Jahrhundert. Die Nebengebäude stammen wahrscheinlich aus dem 19. Jahrhundert. Eines ist für die Aufbewahrung von Brennholz vorgesehen und enthielt in früherer Zeit einen Brotbackofen, ein anderes für die Ställe.

### BauernhausEtxondoa
Das Haus ist bereits in den Erhebungen des Königreichs Navarra in den Jahren 1293 und als echaondo 1350 erwähnt worden. Das heutige Gebäude stammt hauptsächlich aus dem ausgehenden 17. Jahrhundert. Auf dem Sturz des linken Fensters im Erdgeschoss sind neben der Jahreszahl 1691 als Inschrift die Namen der damaligen Besitzer und das Nomen sacrum IHS mit einem Kreuz und einem Vogel verziert zu lesen: IOANNES EXXONDO MARIA DE ITURRISCO IHS.

## Wirtschaft und Infrastruktur

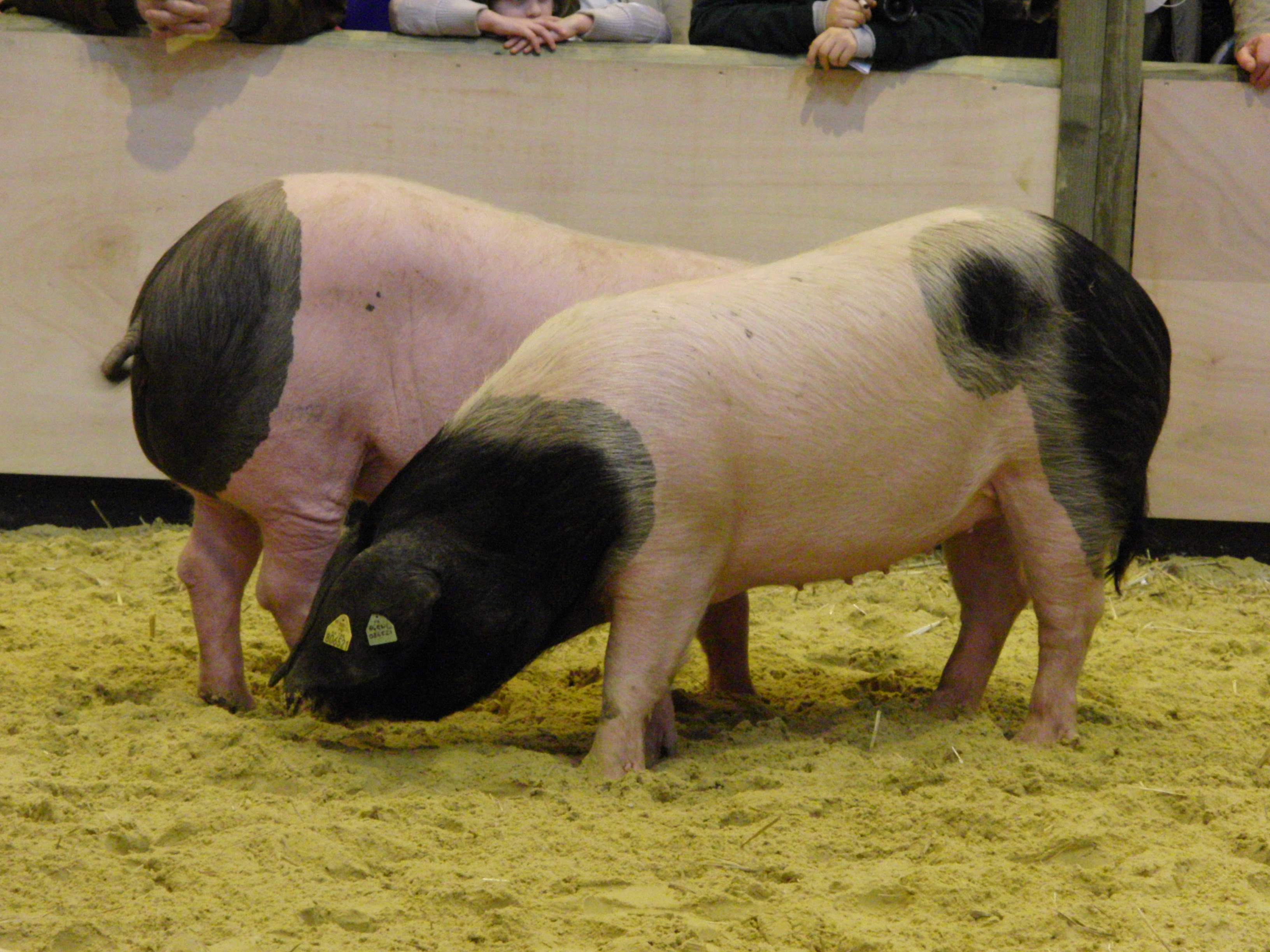
Pie noir

Die Landwirtschaft ist eines der wichtigsten Wirtschaftsfaktoren der Gemeinde. Bussunarits-Sarrasquette liegt in den Zonen AOC des Weinanbaugebiets des Irouléguy, des Ossau-Iraty, ein traditionell hergestellter Schnittkäse aus Schafmilch, sowie der Schweinerasse und des Schinkens „Kintoa“.

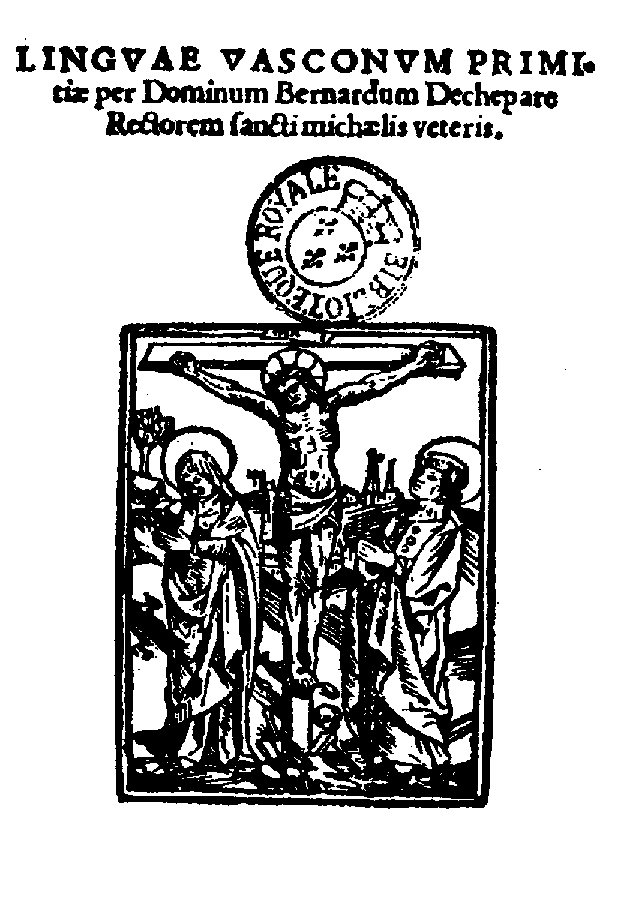
Erste Seite des Buches Linguæ Vasconum Primitiæ

### Sport
Der Fernwanderweg GR 65 von Genf nach Roncesvalles führt durch die Gemeinde. Er folgt der Via Podiensis, einem der vier historischen Jakobswege nach Santiago de Compostela.

### Verkehr
Bussunarits-Sarrasquette wird durchquert von der Route départementale 120.

## Persönlichkeiten
- Bernard D’Etchepare, geboren zwischen 1470 und 1480 in Bussunarits-Sarrasquette, gestorben 1545, war Priester und Schriftsteller. Sein Buch Linguæ Vasconum Primitiæ, erschienen 1545 in Bordeaux, war das erste gedruckte Buch in altbaskischer Sprache.
- Martin Landerretche, geboren am 26. Juli 1842 in Bussunarits-Sarrasquette, gestorben am 29. Januar 1930 in Espelette, war Baskologe, Priester, Schriftsteller und Mitglied der Königlichen Akademie der Baskischen Sprache.